# ...E dopo le uccido
...E dopo le uccido (Pretty Maids All in a Row) è un film del 1971 diretto da Roger Vadim e interpretato da Rock Hudson e Angie Dickinson. Il film è basato sul romanzo Pretty Maids All in a Row (1968) di Francis Pollini.

## Trama
La storia è ambientata in "Oceanfront High School", una fittizia scuola superiore americana nel periodo della rivoluzione sessuale. Giovani studentesse vengono prese di mira da uno sconosciuto serial killer. Michael "Tiger" McDrew è allenatore di football della scuola superiore e consulente di orientamento, nonché personaggio più popolare dell'istituto. Tiger, coinvolto in più di una relazione con studentesse, cerca di fare amicizia con un suo allievo sessualmente frustrato, il giovane Ponce, per aiutarlo a risolvere le sue difficoltà di relazione e incoraggiandolo a sedurre Miss Betty Smith, un'attraente insegnante.
La scuola è teatro di una serie di omicidi, in cui le vittime sono tutte giovani e attraenti ragazze. Un detective della polizia, il capitano Sam Surcher, indaga sugli avvenimenti ma non riesce a procedere ad alcun arresto. L'allenatore Tiger, fortemente sospettato, non viene però mai colto in flagrante. Sarà proprio Ponce a scoprire in McDrew l'autore degli omicidi e a farlo confessare: il docente aveva ucciso la prima ragazza per evitare uno scandalo che avrebbe distrutto la sua carriera, e compiuto i successivi omicidi per coprire il precedente. Nel frattempo anche la polizia individua l'assassino in McDrew, il quale però simulando - con l'aiuto di Ponce - la propria morte in un incidente automobilistico, riesce ad evitare l'arresto e ha così la possibilità di fuggire all'estero.

## Produzione
Il film è stato scritto e prodotto da Gene Roddenberry, basandosi sul romanzo Pretty Maids All in a Row (1968) di Francis Pollini, pubblicato in Italia nel 1970 dall'editore Della Valle col titolo Belle ragazze in fila). È il primo film di Vadim interamente girato negli Stati Uniti.
Ad una giovanissima Cybill Shepherd fu offerto il ruolo di una delle vittime degli omicidi ma lei rifiutò quello che poteva essere il film del suo debutto.

## Opere derivate
- Nel numero di aprile del 1971 di Playboy, la rivista pubblicò un articolo sul film scritto da Vadim, corredato da nove pagine di immagini raffiguranti le attrici Angie Dickinson, Gretchen Burrell, Aimée Eccles, Margaret Markov, la coniglietta Joyce Williams, ed altre interpreti.